# Michał Jakóbczyk
Michał Jakóbczyk (ur. 13 maja 1995 w Poniatowej) – polski lekkoatleta (sprinter) i skeletonista.
Halowy wicemistrz Polski w sztafecie 4 × 200 metrów (2015). Medalista mistrzostw Polski (w biegach sztafetowych) juniorów młodszych, juniorów oraz młodzieżowców.
Od 2015 startuje w zawodach skeletonowych, m.in. wystąpił na mistrzostwach świata juniorów w 2016 (27. miejsce) i 2017 (13. miejsce) oraz mistrzostwach świata seniorów w 2016 (32. miejsce) i 2017 (40. miejsce).

## Rekordy życiowe
- Bieg na 100 metrów – 10,52 (2017)